# Ishemična bolezen srca
Ishemične bolezni srca (IBS), znane tudi kot bolezni koronarnih arterij (BKA), so skupina bolezni, ki zajemajo: stabilno angino pektoris, nestabilno angino pektoris, miokardni infarkt, nenadno srčno smrt.  V skupini bolezni srca in ožilja je to najpogostejše obolenje. Pogost simptom je bolečina v prsih ali nelagodje, ki se lahko seli v rame, roke, hrbet, vrat, ali čeljust. Občasno se lahko občuti kot zgaga. Običajno se simptomi pojavijo zaradi telesne dejavnosti ali čustvenega stresa, trajajo pa manj kot nekaj minut in ponehajo s počitkom. Prvi znak je lahko tudi sam srčni napad. Drugi zapleti vključujejo srčno popuščanje ali neredno bitje srca.
Dejavniki tveganja so med drugim visok krvni tlak, kajenje, sladkorna bolezen, pomanjkanje gibanja, debelost, visoke ravni holesterola v krvi, slaba prehrana in prekomerno uživanje alkohola. Med tveganja spada tudi depresija. Osnovni mehanizem bolezni je ateroskleroza arterij, ki prekrvljajo srčno mišico. Številni testi so na voljo kot diagnostični pripomoček, tako elektrokardiogram, test z obremenitvijo srca, koronarna tomografska abgiopatija s pomočjo računalnika  in koronarni angiogram.
Preventiva je zdrava prehrana, redna vadba, ohranjevanje zdrave teže in odpoved tobaku. Včasih se uporabljajo tudi zdravila za sladkorno bolezen, visok holesterol, ali visok krvni tlak. Obstaja malo dokazov za teste ljudi, ki imajo nizko tveganje in nimajo simptomov Zdravljenje vključuje iste ukrepe kot preventiva. Priporočajo se dodatno zdravila, kot so sredstva proti oblogam v žilah kot je aspirin, beta blokatorji, ali nitroglicerin. Postopki, npr. perkutana koronarna intervencija (PCI) ali koronarna obvodna operacija (CABG) se lahko uporabijo v resnih primerih bolezni. Pri osebah s stabilno CAD ni jasno, ali PCI ali CABG poleg drugih oblik zdravljenja, podaljšata pričakovano življenjsko dobo ali zmanjšata tveganje za srčni napad.
V letu 2013 je CAD bil najpogostejši vzrok smrti na svetu; umrlo je 8.14 milijona ljudi (16,8 %), za primerjavo je leta 1990 bolezen bila vzrok za smrt 5.74 milijona ljudi (12 %). Tveganje za smrt zaradi CAD za dano starost je med leti 1980 in 2010 padlo, še posebej v razvitih državah.Zmanjšalo se je tudi med letoma 1990 in 2010. V Združenih državah Amerike je leta 2010 približno 20 % ljudi nad 65 let imelo CAD,  7 % ljudi. starih 45 do 64 let ter 1,3 %  od 18 do 45 let. Pogostnost je za dano starost pri moških večja kot pri ženskah.

## Znaki in simptomi
Bolečina v prsih, ki se pojavlja redno s telesno dejavnostjo, po zaužitju hrane ali ob drugih predvidljivih časih se imenuje stabilna angina pektoris in je povezana z zoženjem srčnih arterij.
Za nestabilno angino gre, kadar se njena  jakost, značilnost in pogostnost spreminja. Nestabilna angina pektoris je lahko predhodnik miokardnega infarkta. Bolezen koronarnih arterij je vzrok za bolečine pri 30 % odraslih, ki se obrnejo na urgentni oddelek z bolečinami v prsnem košu nejasnega vzroka.